# Bague d'archer

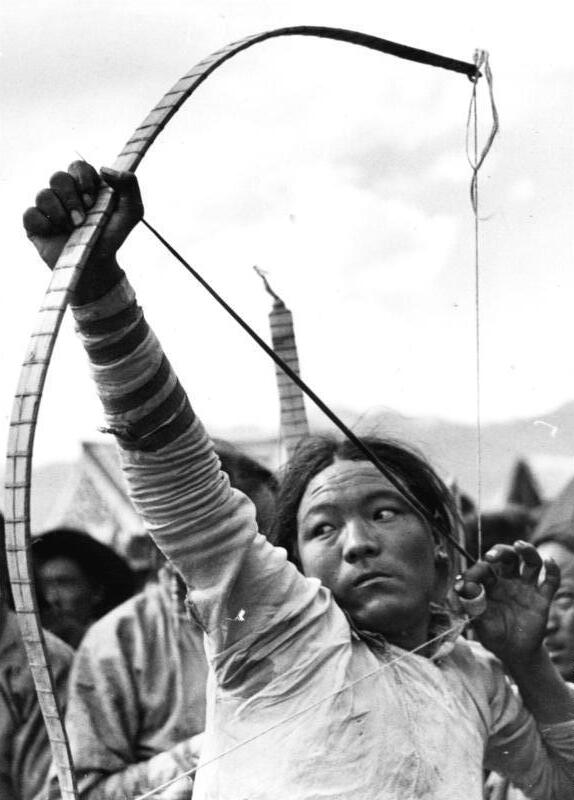
Archer tibétain utilisant une bague cylindrique, 1938.

Une bague d’archer est un accessoire d’archerie permettant à l’archer de protéger son pouce lorsqu’il tire. Il s’agit d’un anneau fabriqué dans un matériau dur, comme le cuir, la pierre, la corne, le bois, l’os, l’andouiller, l’ivoire, le métal, la céramique, le plastique ou encore le verre.
La bague se porte à la base du pouce, une partie plate pouvant venir protéger une partie de la paume de la main.

## Utilisation
Lorsque l’arc est tenu entre le pouce et le reste de la main, le pouce se situe sur la corde, juste sous la flèche, et la prise est renforcée par l’index et parfois le majeur, en opposition au pouce. La corde touche la partie plate de la bague, et non la peau.
Ce type d’équipement est utilisé en Asie et dans certaines régions d’Afrique du Nord.

## Historique

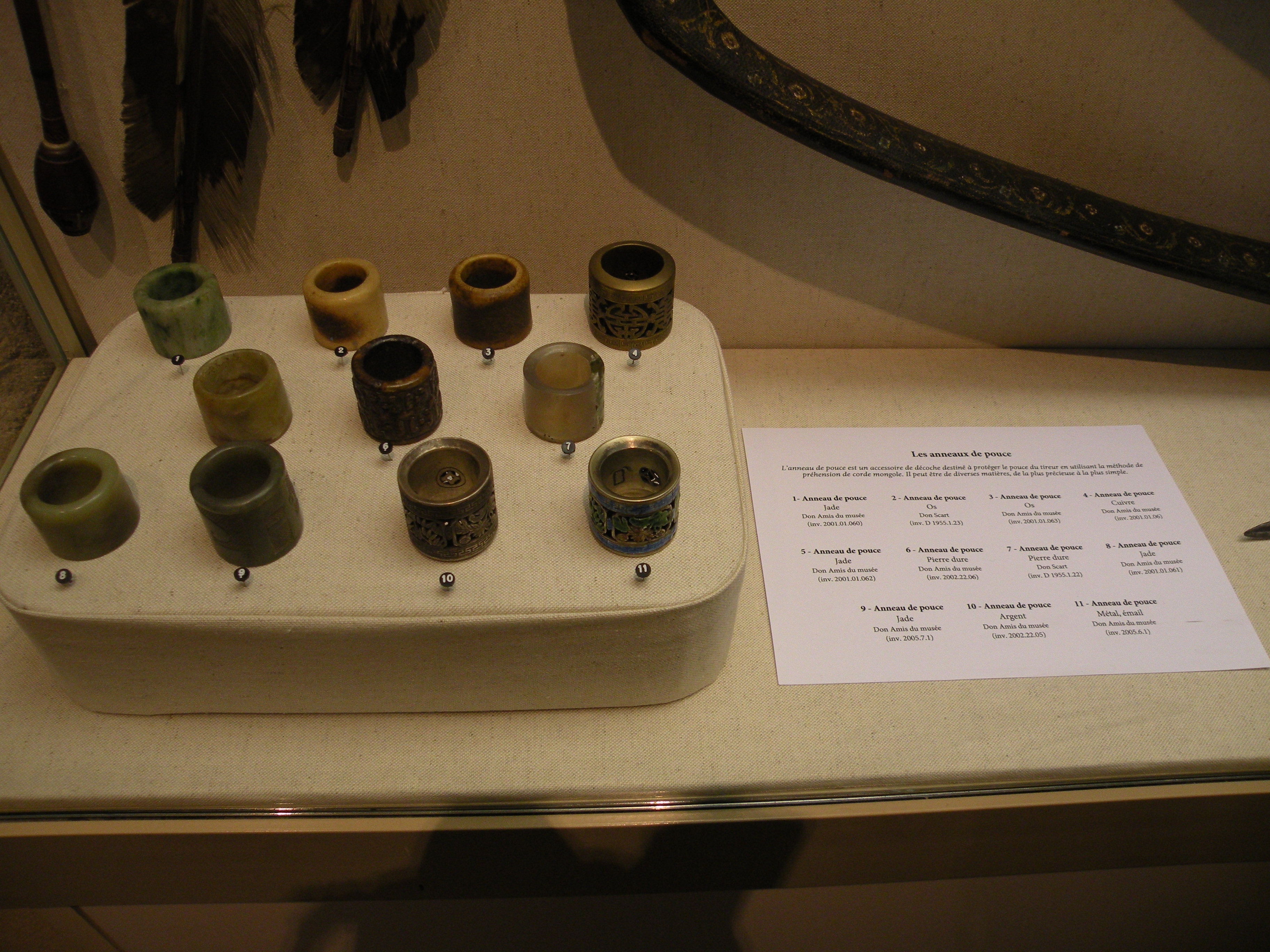
Anneaux de pouce.

Les premiers exemples de ces bagues remontent au néolithique, il s’agit alors d’objets en corne, en os ou en pierre, retrouvés sur le continent asiatique. Ils étaient probablement prolongés par une partie en cuir sur la paume, mais le cuir ne s’est pas conservé. Des comparaisons entre ces bagues historiques et des bagues modernes montrent peu d’évolution dans leur fonctionnalité au cours des millénaires.
Dans une sépulture de l’état de Rui (pendant la dynastie Zhou), située à Liangdaicun, proche de Hancheng sur le fleuve Jaune, on a retrouvé deux bagues d’or appartenant à un seigneur local. Ces pièces datent du VIIIe siècle av. J.-C., mais leur forme est identique à celle de bagues plus modernes.
Les auteurs de « Arab Archery » précisent que ces bagues sont généralement faites de cuir. Elles sont appelées kustubān chez les perses et khayta‘ah chez les arabes. La bague est portée sur le pouce droit et laisse l’ongle et la phalange à découvert ; elle protège le reste du doigt des blessures dues à la corde tendue puis relâchée. Il est possible que la plupart des archers aient utilisé des pièces de cuir, moins chères et plus faciles à fabriquer, mais aussi moins susceptibles de perdurer. Les bagues métalliques, moins flexibles, étaient supposées causer une moins bonne précision.
La majorité des bagues anciennes retrouvées sont en métal ou en pierres dures (comme le jade) ; alors que beaucoup sont utilisables, certaines sont lourdement décorées, et n’ont donc qu’une fonction décorative. Elles pouvaient être accrochées sur une cordelette à la ceinture, ou exposées dans une boîte dédiée, comme en Chine.

## Variantes

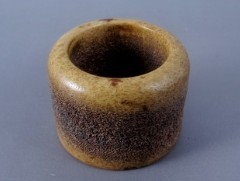
Bague cylindrique mandchoue.

En Chine, durant la période de l’empire Qing, les bagues cylindriques mandchoues s’imposent progressivement. Elles se portent entre les deux phalanges à la base du pouce, et la corde est placée autour de la base du cylindre lors de la pratique de l’archerie. Ce type de bague est nommé fergetun.

## Galerie

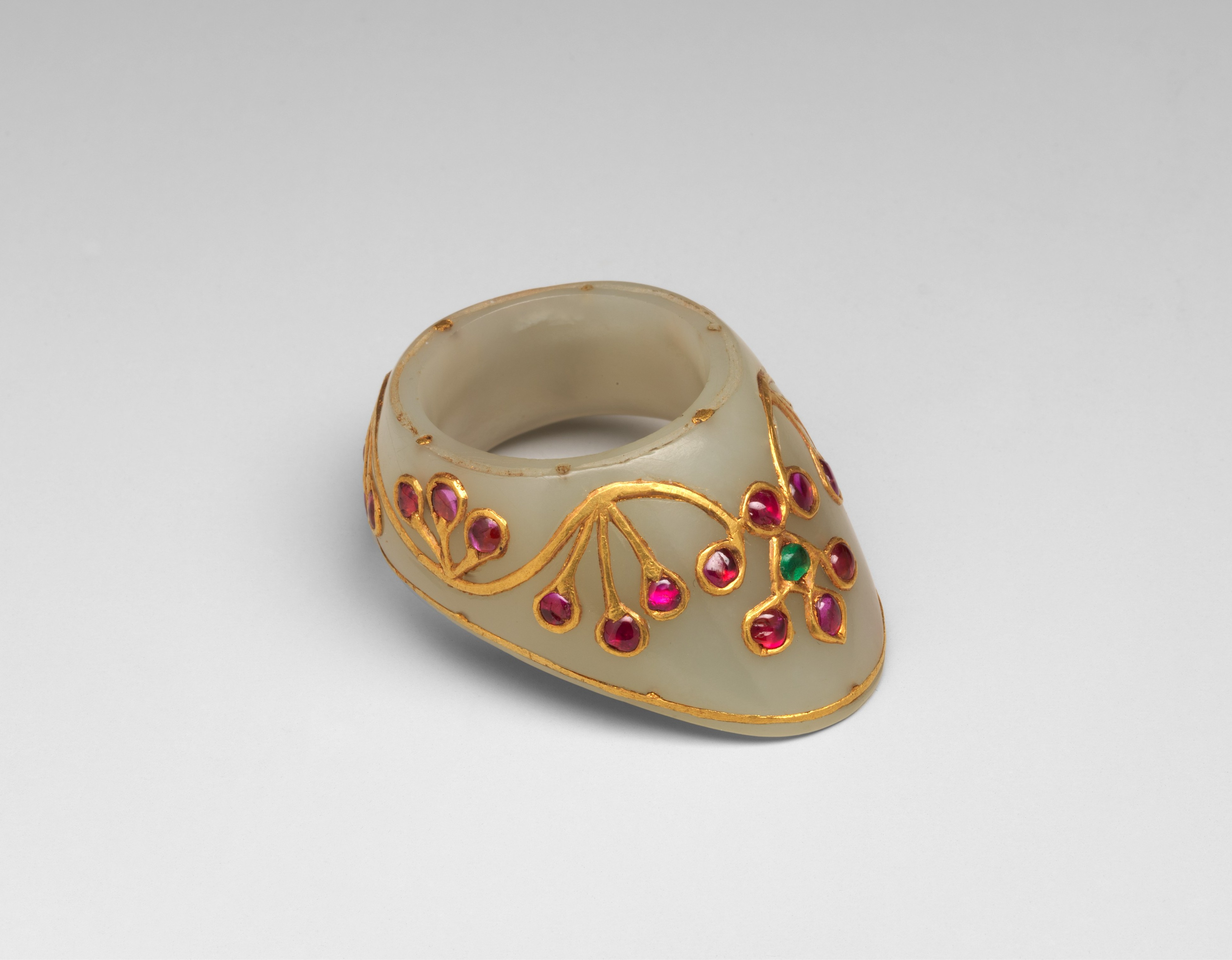
Bague en jade incrustée d’or, de rubis et d’émeraudes, Inde, XVIIe-XVIIIe siècle.
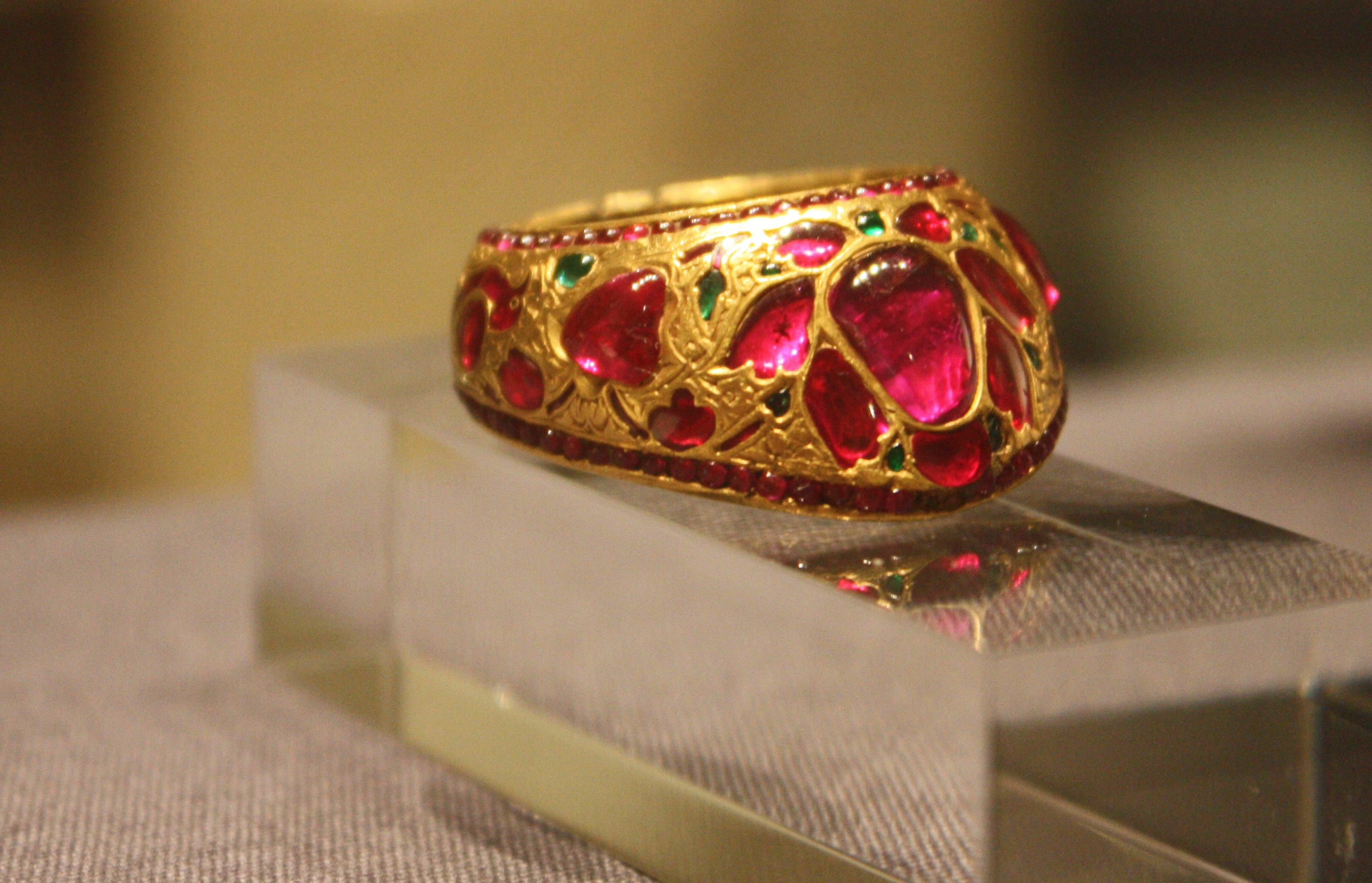
Bague en or, rubis et émeraude, l’intérieur est émaillé en turquoise, vert, noir et blanc, Inde ou Pakistan, XVIIe siècle.
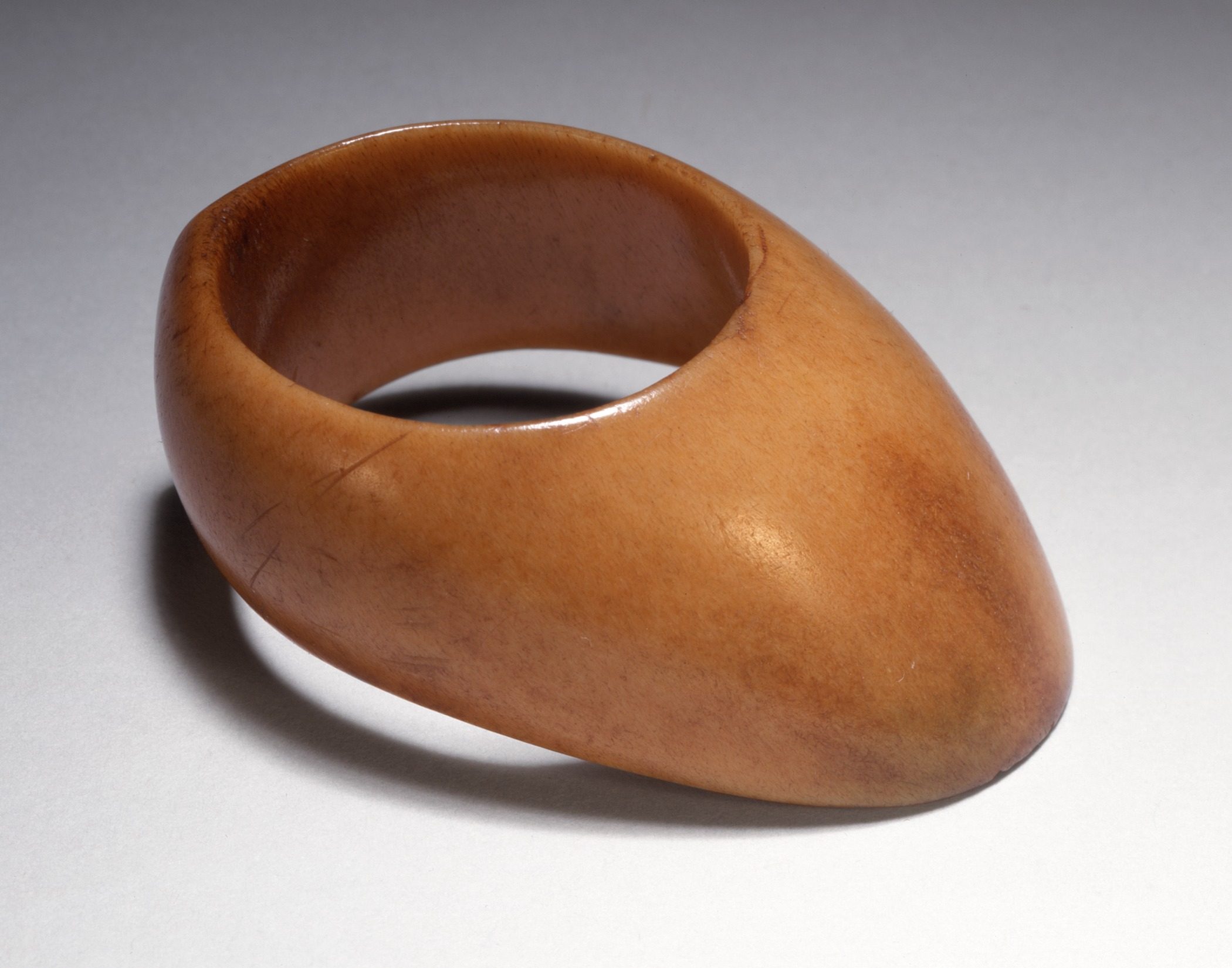
Bague en ivoire de morse, Inde, XVIIe siècle.
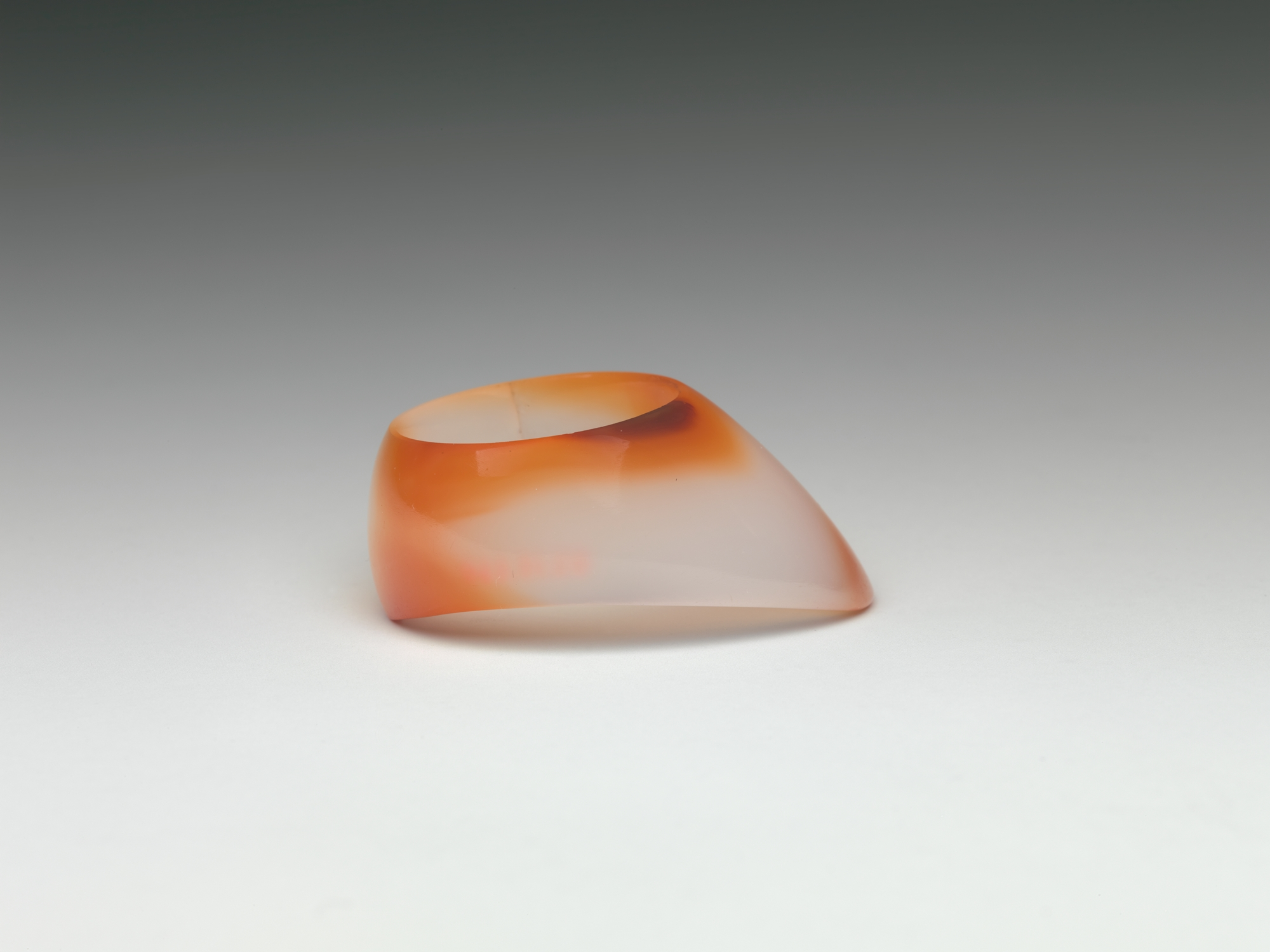
Bague en cornaline, Chine, XVIIIe siècle.
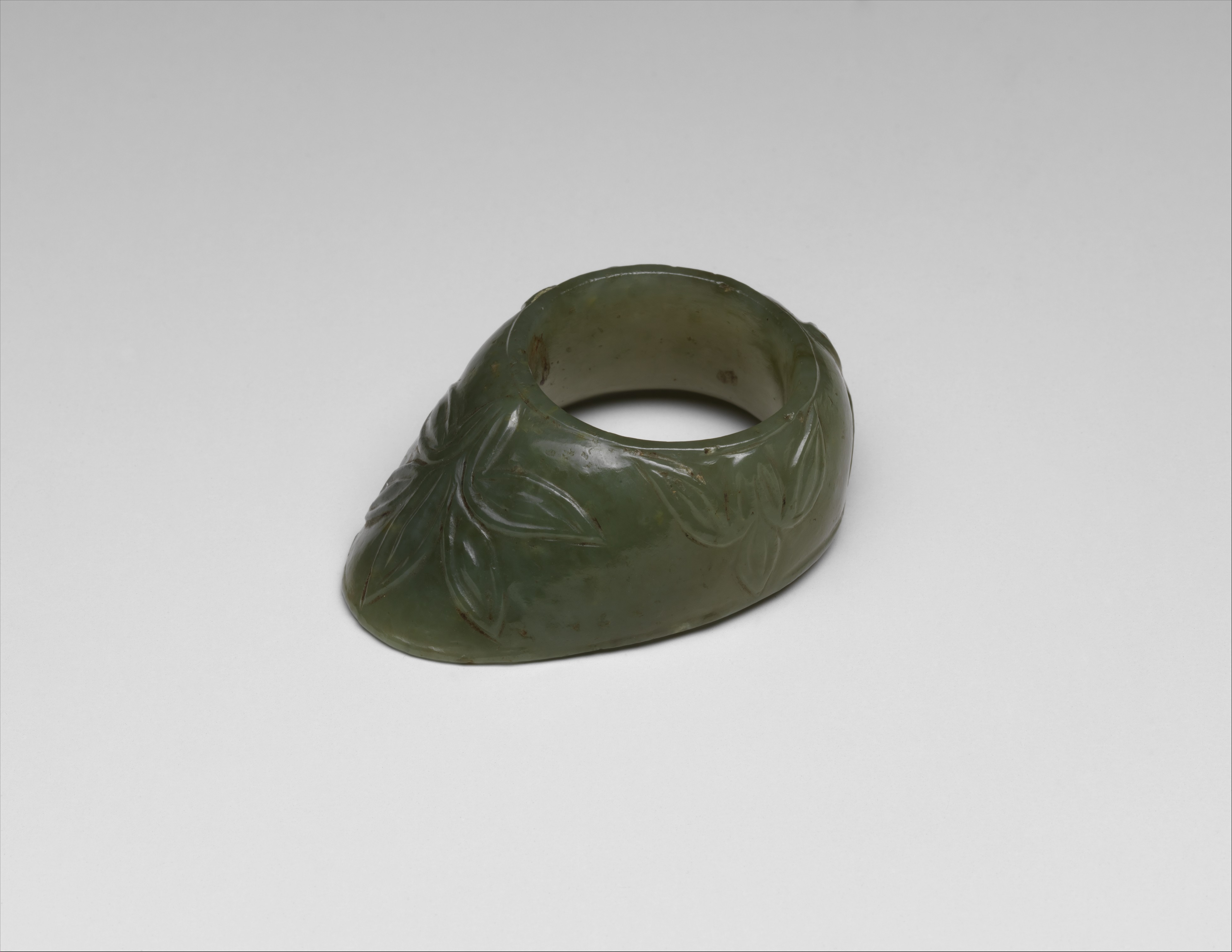
Bague en jade, Inde, XVIIe-XVIIIe siècle.
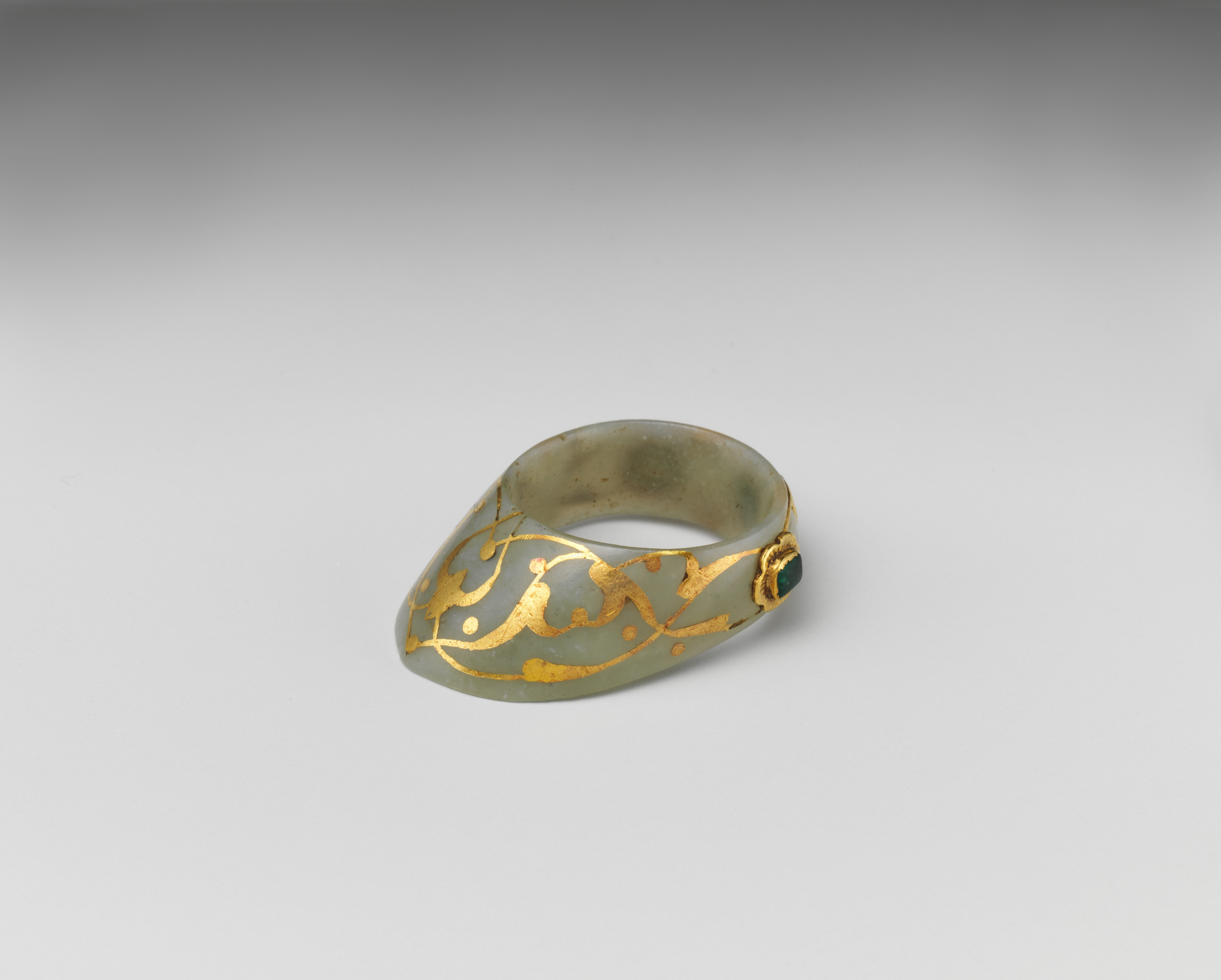
Bague en jade, or et rubis, Turquie, XVIe-XVIIe siècle.